# Mountain Music (Nina Nesbitt-album)
A Mountain Music Nina Nesbitt skót énekes-dalszerző negyedik stúdióalbuma, amit 2024. szeptember 27-én adott ki saját lemezkiadója, az Apple Tree Records. Az albumról öt kislemez jelent meg.

## Számlista
Az összes dal szerzője Nina Nesbitt. Az Angert Ollie Greennel, a Parachute-ot Patrick J. Pearsonnal közösen írta. 
| 1.    | Pages                   | 3:13 |
| 2.    | I’m Coming Home         | 4:04 |
| 3.    | Mansion                 | 3:36 |
| 4.    | On the Run              | 4:13 |
| 5.    | Painkiller              | 4:08 |
| 6.    | Anger                   | 2:57 |
| 7.    | Alchemise               | 2:01 |
| 8.    | Big Things, Small Town  | 3:09 |
| 9.    | Treachery               | 4:23 |
| 10.   | Hard Times              | 2:53 |
| 11.   | What Will Make Me Great | 2:05 |
| 12.   | Parachute               | 4:10 |
| 40:50 |                         |      |

## Közreműködők
Zárójelben a dal sorszáma látható.
- Nina Nesbitt – ének, gyártás, ütőhangszerek (3, 6, 12), szintetizátor (6), zongora (7), akusztikus gitár (11)
- Peter Miles – gyártás, keverés, maszterelés, elektromos gitár (1, 2, 3, 6, 12), ütőhangszerek (1–3, 6, 12), akusztikus gitár (2, 6), háttérének (6, 10)
- Aaron Graham – hangtervezés (1–9), dobok (1–4, 8–10, 12), ütőhangszerek (1–4, 8, 9, 12), háttérének (2, 3, 6, 10)
- Linus Fenton – basszusgitár (1–3, 6, 8, 9, 12), háttérének (2, 6, 8), nagybőgő (3–5, 10)
- Patrick J. Pearson – zongora (1–6, 8–10, 12), Hammond-orgona (1, 2), háttérének (2)
- Joe Wilkins – elektromos gitár (1, 3, 5, 6, 8, 9), baritongitár (4)
- Tommy Ashby – akusztikus gitár (1–4, 6, 8–10, 12), elektromos gitár (1–4, 6, 8, 12), háttérének (2, 3, 6, 8, 10), mandolin, ütőhangszerek (3)
- Soren Bryce – hangmérnök (1–4, 6, 8–10, 12), háttérének (2, 3, 6, 8)
- Will Harvey – hegedű (3, 12)
- Wolf James – fotók

## Helyezések
| Lemezeladási lista (2024) | Legjobb helyezés |
| ------------------------- | ---------------- |
| Skót albumlista (OCC)     | 3                |
| Brit albumlista (OCC)     | 46               |

## Fordítás
- Ez a szócikk részben vagy egészben  a   Mountain Music (Nina Nesbitt album) című angol Wikipédia-szócikk ezen változatának fordításán alapul.  Az eredeti cikk szerkesztőit annak laptörténete sorolja fel. Ez a jelzés csupán a megfogalmazás eredetét és a szerzői jogokat jelzi, nem szolgál a cikkben szereplő információk forrásmegjelöléseként.